# 卢苇
卢苇（英語：Wei Lu，1924年3月14日-？）又名：盧葦、盧華、盧偉、藘葦，香港影视剧演员。

## 生平
1924年出生于中国湖北，后在1949进入香港电影界，并成为了一个演员，1960至1970年代在香港邵氏公司任演员，出演过上百部作品，第一个出演的作品是1949年上映的作品《珠联璧合》。其经常在作品中饰演一些配角和龙套型角色，比如说《水浒传》中的官差。不过在《天下第一剑》中，其饰演了主要角色怪老人。
之后担任电影《九纹龙》（1977年电影）副导演。
后在1988年后息影，之后下落不详。

## 资料来源
1. ↑  . 香港影库.   [2023-01-03]. （原始内容存档于2023-01-03）.
2. ↑  . 香港影库.   [2023-01-03]. （原始内容存档于2023-01-03）.
3. ↑  . mydramalist.

## 外部連結
- 卢苇在互联网电影资料库（IMDb）上的資料（英文）
- 卢苇在香港影庫上的簡介